# 兵庫県道425号宮真浦線
兵庫県道425号宮真浦線（ひょうごけんどう425ごう みやまうらせん）は、兵庫県姫路市を通る一般県道である。

## 概要
姫路市家島町宮から姫路市家島町真浦に至る。

### 路線データ
- 起点：兵庫県姫路市家島町宮
- 終点：兵庫県姫路市家島町真浦（兵庫県道426号網手の浜加野線終点）
- 総延長：1.865 km

## 地理

### 通過する自治体
- 姫路市

### 交差する道路
| 交差する道路                | 交差する場所 | 交差する場所 |
| --------------------------- | ------------ | ------------ |
| 兵庫県道426号網手の浜加野線 | 家島町真浦   | 終点         |

### 沿線
- 飾磨警察署 家島交番
- 姫路市立家島小学校
- 家島郵便局